# Kepler-1649c
Kepler-1649c is een exoplaneet.

## Beschrijving
De exoplaneet bevindt zich op ca. 300 lichtjaar en heeft 1,06 keer de grootte van de aarde. Ze bevindt zich in de leefbare zone en heeft een rotsachtige samenstelling. De temperatuur op het hemellichaam zou vergelijkbaar zijn met die op aarde, Kepler-1649c zou van haar moederster Kepler-1649 - een kleine rode dwergster - 75% van het licht ontvangen dat de aarde van de zon krijgt. De planeet zou in 19,5 dagen rond haar ster wentelen. 
De ontdekking van de planeet werd in april 2020 door het Amerikaanse ruimtevaartbureau NASA bekendgemaakt. 